# خبز على طاولة الخال ميلاد
خبز على طاولة الخال ميلاد هي رواية من تأليف الكاتب الليبي محمد النعاس، وهي أولى أعماله الروائية، صدرت لأوّل مرة عن دار رشم للنشر والتوزيع في عام 2021، وحازت على الجائزة العالمية للرواية العربية لعام 2022، المعروفة باسم «جائزة بوكر العربية».